# Ras Lanuf
Ras Lanuf (arabisch راس لانوف) ist eine Kleinstadt mit rund 13.300 Einwohnern (Hochrechnung 2010) im Munizip Surt in Libyen am Golf von Sidra.

## Lage
Nächste Orte sind as-Sidr (10 km westlich der Wohnsiedlung) und Ben Dschawad (etwa 40 km nordwestlich) sowie El Agheila (70 km südöstlich).
Ras Lanuf ist damit der östlichste Küstenort der historischen Provinz Tripolitanien. Etwa 35 km südöstlich an der Küstenstraße Via Balbia befand sich von 1937 bis 1970 der Triumphbogen Arco dei Fileni.

## Infrastruktur
Etwa 5 km südöstlich der Wohnsiedlung Ras Lanuf befindet sich die Bungalowsiedlung für die Beschäftigten der gleichnamigen Erdölraffinerie und des Erdölhafens der neben dem in Al Burayqah der wichtigste für den libyschen Erdölexport ist. Die Raffinerie befindet sich 5 km südöstlich nahe dem Ölhafen. Die staatliche Ras Lanuf Refinery ist seit 1983 eine der wichtigsten Raffinerien Libyens und wird von der Ras Lanuf Oil & Gas Processing Company (Rasco) betrieben, einem Tochterunternehmen der National Oil Corporation. Eine nach Süden verlaufende Straße führt zu den Dahra-Erdölfeldern und ist für die Öffentlichkeit gesperrt. Neben der Bungalowsiedlung befindet sich der neue Flugplatz Ras Lanuf.
Im Zuge des Neubaus der Bahnstrecke Sirt–Bengasi wurde von RŽD ab 2008 nahe der Stadt ein Baucamp und 2010 eine Schienenverarbeitung errichtet.

## Geschichte
Beim Aufstand in Libyen 2011 kam es auch in Ras Lanuf zu Unruhen. Aufständische meldeten am 4. März 2011, die Stadt von Regierungstruppen erobert zu haben. Am 8. März flog die libysche Luftwaffe mindestens fünf Luftangriffe in Ras Lanuf. Dabei wurden Stellungen der Aufständischen angegriffen, aber auch Wohngebiete getroffen. Nachdem Ras Lanuf am 11. März zwischenzeitlich wieder in die Hände der Regierungstruppen gefallen war, wurde die Stadt am 27. März 2011 von den Aufständischen zurückerobert. Am 30. März fiel die Stadt wieder an Regierungstruppen. Am 23. August 2011 wurde die Stadt erneut von den Rebellen eingenommen.